# Naoko Nishigai
Naoko Nishigai (西貝 尚子, 22 de gener de 1969) és una exfutbolista japonesa.

## Selecció del Japó
Va debutar amb la selecció del Japó el 1999. Va disputar 2 partits amb la selecció del Japó. Ha disputat Copa del Món de 1999.

## Estadístiques
| Selecció del Japó | Selecció del Japó | Selecció del Japó |
| Anys              | Partits           | Gols              |
| ----------------- | ----------------- | ----------------- |
| 1999              | 2                 | 0                 |
| Total             | 2                 | 0                 |